# Manuel Sanroma
Manuel Sanroma (* 9. Mai 1977 in Almagro; † 19. Juni 1999 in Vilanova i la Geltrú) war ein spanischer Radrennfahrer.
1993 wurde Manuel Sanroma spanischer Jugendmeister im Straßenrennen.
Fünf Jahre später, 1998, gewann Sanroma, inzwischen Profi, eine Etappe der Volta ao Alentejo und wurde Mitglied der spanischen Nationalmannschaft. 1999 gewann er vier Etappen dieser Rundfahrt, eine Etappe der Vuelta a Valencia (vor Mario Cipollini) sowie zwei Etappen der Asturien-Rundfahrt. Zudem siegte er bei drei Etappen der Venezuela-Rundfahrt und trug zeitweise das Trikot des Führenden. Im Juni 1999 stürzte er auf der zweiten Etappe der Katalonien-Rundfahrt einen Kilometer vor dem Ziel, prallte mit dem Kopf auf die Bordsteinkante und war auf der Stelle tot. Er hatte einen Helm getragen, war allerdings auf das Kinn gefallen und hatte sich dadurch das Genick gebrochen. Er wurde 22 Jahre alt.
Seit 2006 wird in Sanromas Heimatort das Memorial Manuel Sanroma ausgetragen, zu dessen Sieger Óscar Sevilla und Alberto Contador gehören.